# Groenendaelia kinabaluensis
Groenendaelia kinabaluensis is een vlinder uit de familie van de Houtboorders (Cossidae). De wetenschappelijke naam van de soort is voor het eerst gepubliceerd in 1933 door Max Gaede.
De soort komt voor in Zuidoost-Azië waaronder Myanmar, Noord-Thailand, Maleisië (Borneo), Brunei en Indonesië (Sumatra, Java).